# Sidney Shapiro
Sidney Shapiro (chinesischer Name: Shā Bólǐ 沙博理; geb. 23. Dezember 1915 in Brooklyn, New York; gest. 18. Oktober 2014 in Peking) war ein Autor und Übersetzer, der in den USA geboren wurde und seit 1947 in China lebte.

## Leben
Sidney Shapiro entstammte einer jüdischen Familie. Er studierte Jura und lernte anschließend während des Zweiten Weltkriegs in der US-Armee Chinesisch. Er kam 1947 nach Shanghai, wo er seine zukünftige Frau Fengzi (Phoenix) (-1996) kennenlernte, eine Schauspielerin und Unterstützerin der Kommunistischen Partei Chinas, die eine illegale Zeitschrift leitete.
Shapiro arbeitete nach der Gründung der Volksrepublik China fast fünfzig Jahre lang als Autor und Übersetzer für den Verlag für fremdsprachige Literatur in Peking. Sein bekanntestes Werk ist Outlaws of the Marsh, eine Übersetzung des berühmten chinesischen Romans Shui hu zhuan, auf Deutsch bekannt unter dem Titel Die Räuber vom Liang-Schan-Moor.
1963 wurde Shapiro chinesischer Staatsbürger.  Während der Kulturrevolution arbeitete er u. a. an der Übersetzung des Shui hu zhuan, seine Frau war von 1969 bis 1975 in Zwangsarbeitslagern inhaftiert. 1971 machte er, ohne seine Frau, erstmals einen Besuch in den USA und sah seine Herkunftsfamilie.
Weitere wichtige Werke sind seine Autobiografie An American in China, die später unter dem Titel I chose China neu aufgelegt wurde, und Jews in old China, eine kommentierte Sammlung von Aufsätzen chinesischer Wissenschaftler über die Juden von Kaifeng.
Shapiro wurde 1983 Abgeordneter der Politischen Konsultativkonferenz des Chinesischen Volkes.

## Übersetzungen
- Deng Rong: Deng Xiaoping and the Cultural Revolution. A Daughter Recalls the Critical Years (Beijing, Foreign Languages Press 2003).
- Shi Nai'an, Luo Guanzhong: Outlaws of the Marsh (Beijing, Foreign Languages Press 1980).
- Tu Pengcheng: Defend Yanan (Beijing, Foreign Languages Press 1983), ISBN 0835111571.
- Selected works of Ba Jin (mit Wang Mingjie; Beijing, Foreign Languages Press 1988).
- Yün-lan Kao (Gao Yunlan): Annals of a provincial town (Beijing, Foreign Languages Press 1980).
- Yuan Ching: Daughters and Son (Beijing, 2. Auflage: Foreign Languages Press 1978).
- Mao Tun (Mao Dun): Spring silkworms and other stories (Beijing, Foreign Languages Press 1979).
- Po Ch'ü (Bo Qu): Tracks in the snowy forest (Beijing, Foreign Languages Press 1962).
- Liu Ching (Qing Liu): The Builders (Beijing, Foreign Languages Press 1964; Neuauflage unter dem Titel Builders of a new life 1977).
- Chin Chao-yang: Village sketches (Beijing, Foreign Languages Press 1957).
- Chen Teng-ke (Chen Dengke): Living Hell (Beijing, Foreign Languages Press 1955).
- Hsiung Seh-sheng, Yu Chin: Mistress Clever (Beijing, Foreign Languages Press 1955).
- Hsu Kuang-yao (Xu Guangyao): The plains are ablaze (Beijing, Foreign Languages Press 1955).
- Liu Ching (Qing Liu): Wall of bronze (Beijing, Foreign Languages Press 1954).
- Liu Pai-yu (Liu Baiyu): Drums Like Spring Thunder; in: Chinese Literature 1960.7:71-75.
- Liu Pai-yu: A Heart-warming Snowy Night, in: Chinese Literature 1959.2:3-13; auch in I Knew All Along and Other Stories By Contemporary Chinese Writers (Beijing, Foreign Languages Press 1960), S. 147–57.
- Liu Pai-yu: Typhoon, in: Chinese Literature 1960.5:3-11.
- A Sampler of Chinese Literature from the Ming Dynasty to Mao Zedong (Beijing, Foreign Languages Press).

## Andere Werke
- An American in China. Thirty years in the People’s Republic (Beijing, New World Press 1979).
- The Law and the Lore of Chinese Criminal Justice
- Experiment in Sichuan. A report on economic reform (Beijing, New World Press 1981).
- Jews in old China. Studies by Chinese scholars (New York, Hippocrene 1984), ISBN 0882549960; Übersetzung ins Hebräische von Ya'akov Sharet: בני־ישראל בסין העתיקה : אסופת מאמרים סיניים (Tel Aviv, Sifre Shihor 1987).
- My China (Beijing, New World Press, 1997).
- I chose China. The metamorphosis of a country and a man (New York, Hippocrene 2000), ISBN 078180759X.
- Ma Haide. The Saga of American Doctor George Hatem in China (Beijing, Foreign Languages Press).